# Lago Faguibine
Il lago Faguibine è un lago del Mali, situato nel deserto del Sahara.